# Erica cameronii
Erica cameronii är en ljungväxtart som beskrevs av Harriet Margaret Louisa Bolus. Erica cameronii ingår i släktet klockljungssläktet, och familjen ljungväxter. Inga underarter finns listade i Catalogue of Life.